# Paul Schützenberger
Pour les articles homonymes, voir Schützenberger.
Paul Schützenberger, né à Strasbourg le 23 décembre 1829 et mort à Mézy-sur-Seine le 26 juin 1897 , est un chimiste français, premier directeur de l'École supérieure de physique et de chimie industrielles de la ville de Paris.

## Biographie
Paul Schützenberger est l'un des trois fils de Georges Schützenberger qui fut professeur à la Faculté de droit de Strasbourg, député du Bas-Rhin et maire de Strasbourg de 1837 à 1847.
Comme son oncle Charles Schützenberger, Paul Schützenberger fait d'abord des études de médecine à Strasbourg et devient docteur en médecine en 1855. Mais il préfère se tourner vers la chimie qu'il enseigne à l'École professionnelle de Mulhouse (devenue en 1855 École supérieure d'enseignement des sciences) de 1854 à 1865. Il effectue en parallèle des recherches en chimie et il présente sa thèse de doctorat à la Faculté des sciences de Paris en 1865. Il devient alors assistant d'Antoine-Jérôme Balard au Collège de France, puis adjoint de Sainte-Claire Deville au laboratoire des hautes études de la Sorbonne. En 1876, il est nommé titulaire de la chaire de chimie minérale au Collège de France, où il succède à Balard. Il est aussi le premier directeur de l'École supérieure de physique et de chimie industrielles de la ville de Paris, créée en 1882.
Il est élu membre de l'Académie de médecine en 1884 et de l'Académie des sciences en 1888. Il est élu président de la société chimique de France en 1872 et 1885. Il reçoit le prix Jecker de l'Académie des sciences en 1872 et est officier de la Légion d'honneur en 1882.

## Œuvre scientifique
Les contributions de Schützenberger couvrent un large domaine de la chimie organique à la chimie physique et minérale. La découverte de l'hydrosulfite de soude, appelé aujourd'hui dithionite de sodium (Na2S2O4) est particulièrement importante pour son application industrielle à la réduction de l'indigo dans la teinturerie. Il étudie les dérivés acétiques de la cellulose et synthétise des glucosides naturels. Il découvre l'acétate de cellulose en 1869 qui prend une grande importance dans les domaines de la papeterie, des explosifs puis de l'industrie des matières plastiques.

## Publications
- Considérations sur le système osseux normal et pathologique, au point de vue de sa structure et de sa composition (1855)
- Mémoire sur la garance, des produits pectiques dans la garance et ses dérivés (1855)
- Des fonctions chimiques du foie (1860)
- Essai sur les substitutions des éléments électronégatifs aux métaux dans les sels, et sur les combinaisons des acides anhydres entre eux. Suivi de Propositions de physique données par la faculté, Strasbourg, Silbermann, 1863 (lire en ligne)
- Mémoire sur les matières colorantes contenues dans la garance d'Alsace (1864)
- Les Fermentations (2e édition), G. Baillière (Paris), Bibliothèque scientifique internationale, 1876, 1 vol. (279 p.), fig., in-8 lire en ligne sur Gallica ou Texte intégral sur SorbonNum, (5e édition), F. Alcan (Paris), lire en ligne sur Gallica.
- Chimie appliquée à la physiologie animale, à la pathologie et au diagnostic médical, Masson (Paris), 1864, In-8°, VII-516 p., lire en ligne sur Gallica
- Traité des matières colorantes : comprenant leurs applications à la teinture et à l'impression et des notices sur les fibres textiles, les épaississants et les mordants, tome 1, V. Masson (Paris), 1867, XI-540 p., in-8°, lire en ligne sur Gallica
- Traité des matières colorantes : comprenant leurs applications à la teinture et à l'impression et des notices sur les fibres textiles, les épaississants et les mordants, tome 2, V. Masson (Paris), 1867, 646 p., in-8°, lire en ligne sur Gallica
- Sur le rôle de l'acide hypochloreux en chimie organique et sur une nouvelle classe d'anhydrides mixtes (1868)
- Mémoire sur la coralline, et sur le danger que présente l'emploi de cette substance dans la teinture de certains vêtements (1868)
- Recherches sur l'albumine et les matières albuminoïdes (1875)
- Chimie pathologique, recherches d'hématologie chimique (1880)
- Éléments de chimie (1881)
- Rapport sur les procédés chimiques de blanchiment, de teinture, d'impression, d'apprêts (1882)
- Traité de chimie générale : comprenant les principales applications de la chimie aux sciences biologiques et aux arts industriels, Hachette (Paris), 1880-1894, lire en ligne sur Gallica .
  - Tome 1 (1880), Texte en ligne disponible sur LillOnum
  - Tome 2 (1880), Texte en ligne disponible sur LillOnum
  - Tome 3 (1883), Texte en ligne disponible sur LillOnum
  - Tome 4 (1885), Texte en ligne disponible sur LillOnum
  - Tome 5 (1887), Texte en ligne disponible sur LillOnum
  - Tome 6 (1890), Texte en ligne disponible sur LillOnum
  - Tome 7 (1894), Texte en ligne disponible sur LillOnum
- Rapport sur les rendements des huiles minérales (1893)
- Leçons de chimie générale, professées au Collège de France pendant l'année 1895-96 , par Paul Schützenberger ; publiées par les soins d'Octave Boudouard, Doin (Paris), 1898 lire en ligne sur Gallica .

## Rue dans Paris
Rue SchutzenbergerUne rue du 15e arrondissement de Paris porte son nom.
Une rue à Mulhouse porte son nom.

## Au théâtre et au cinéma
La pièce de théâtre Les Palmes de monsieur Schutz, par Jean-Noël Fenwick met en scène Paul Schützenberger, dont le nom est abrégé en Monsieur Schutz, cherchant à obtenir les palmes académiques, et régentant Pierre et Marie Curie.
Cette pièce est adaptée au cinéma par Claude Pinoteau en 1997.